# Csonka András (színművész)
Csonka András (Budapest, 1965. január 16. –) Szenes Iván- és Kránitz Lajos-díjas magyar színművész, műsorvezető, énekes.

## Élete

### Színészként
Kisgyerekkorától a színi pályára készült. Apja, Csonka Endre az egykori Vidám Színpad tagja volt évtizedekig. Csonka András a Nemzeti Színház stúdiósaként lépett először színpadra majd 1985-ben felvették a Színház és Filmművészeti Főiskolára, Szinetár Miklós osztályába, amit 1990-ben végzett el. Ezután első szerződése a Vidám Színpadra szólította, ezt azonban néhány hónap után felbontotta, mivel bekerült a Magyar Televízió akkor induló szappanoperájába, a Família Kft.-be. Itt alapfeltétel volt, hogy aki ott játszott, nem lehetett állandó társulati tag sehol. A sorozattól óriási ismertséget és népszerűséget kapott, amit immár szabadúszó színészként kamatoztatott az ország több színházában. Bár prózai szakon végzett, mégis sokkal több musical szerep fűződik a nevéhez. A musical színjátszás két fellegvárában, az Operettszínházban, és a Madách Színházban is szívesen látott vendég. Az operettben látható volt többek között a Funny girl, a Hotel Menthol, a Szépség és a Szörnyeteg, a Kán-kán, az Abigél, a Szép nyári nap című musicalek főszerepeiben, valamint a Viktória, a Cigányszerelem és a Csókos asszony című operettekben. Az utóbbi darab szegedi Nemzeti Színházbeli előadásban is játszott, amiért 2000-ben az Operettfesztiválon megkapta a legjobb táncos komikusnak járó díjat. A Győri Nemzeti Színházban, a Hello Dollyban és a Hotel Mentholban, a székesfehérvári Vörösmarty Színházban a Grease-ben, a Hairben, a Remixben is óriási sikerrel szerepelt. Musical feladatai közül is kiemelkedik a világhírű Disney musical, a Mary Poppins, melyben a férfi főszerepet Bertit játssza a Madách Színházban, a 2012-es bemutató óta. Leginkább vígjáték és musical feladatokkal találják meg. A kapj el! az Illatszertár jelentős sikerek voltak számára, ahogy a jelenleg a Játékszínben futó Hatan pizsamában vagy a Tíz kicsi néger is.

### Énekesként
Már 7 éve dolgozott színészként, amikor 1997-ben valóra vált régi gyerekkori álma és saját lemeze jelent meg. Ráadásul egy vérbeli poplemez, a 60-as, 70-es, 80-as évek legnagyobb slágereinek feldolgozása, ifj. Malek Miklós irányítása alatt. A lemez 6 hét alatt platinalemez lett, 40 000 db kelt el belőle. 2003-ig további 3 lemeze és egy best of válogatásalbuma látott napvilágot. Köztük a 2001-ben megjelent, az azóta ikonikus sláger címét viselő Ding-Dong, ami szintén aranylemez lett.

### Műsorvezetőként
Még a Família Kft idején, ő vezette a sorozat klubjaként is működő éjszakai rádióadásokat a Petőfi adón. 1997-ben kapott lehetőséget többedmagával, hogy Friderikusz Sándor műsorában saját fél órás blokkal jelentkezzen. 1998-tól egy éven át a TV2 Kifutó című show-műsorának a házigazdája. 2000-től 11 éven át egyik műsorvezetője az RTL Klub Reggeli magazinműsorának. 2013-ban Lilu oldalán vezeti a Szombat esti láz című táncos show-műsor negyedik szériáját, amely műsor második évadát 2006-ban táncosként megnyerte Keleti Andrea oldalán.

## Elismerések
- Szenes Iván-díj (2021)
- XII. Magyar Nyári Fesztiválon – „Az Év legjobb férfi mellékszereplője”-díj (A Játékszínben, a Legénybúcsúban játszott szerepéért) (2022)
- Emberi Hang díj (2022)[3]
- Kránitz Lajos-díj (2023)[4]
- S. Nagy István-díj (2024)

## Szólólemezek
| Év   | Album                                                  | Legmagasabb helyezés                   | Minősítés |
| Év   | Album                                                  | MAHASZ Top 40 album- és válogatáslemez | Minősítés |
| ---- | ------------------------------------------------------ | -------------------------------------- | --------- |
| 1997 | Egy pici szerelem - Megjelenés: 1997.                  | 4                                      |           |
| 1998 | Egy újabb randi - Megjelenés: 1998.                    | 13                                     |           |
| 2001 | Ding Dong - Megjelenés: 2001.                          | 2                                      |           |
| 2003 | Ha szerelem nincs, nincs boldogság - Megjelenés: 2003. | -                                      |           |

## Szereplései

### Filmjei
- Pokoli rokonok (2025) – Orvos
- Doktor Balaton (2022) – Kékesi
- A Séf meg a többiek (2022) – Mohos Ferenc
- Bátrak földje (2020) – Georg Neubauer főpincér
- 200 első randi (2019) – Ricsi
- Holnap tali – A premier (film) – Soma apja
- A vadász imája (2017) – Teenage Boy
- Munkaügyek (2017) – önmaga
- Holnap Tali! (2017–2018) – Soma apja
- Kémek küldetése (tv-sorozat, 2016) – Train Station Guard
- Fapad (tv-sorozat, 2015) – Férfiutas
- Hacktion: Újratöltve (2013) – Bence Valentin
- Las aventuras del capitán Alatriste (tv-sorozat, 2013) – Médico
- Diplomatavadász (tv-sorozat, 2010) – Bálint
- Gálvölgyi Show (2007)
- Tréfa (2003) – Beck
- Pasik! (2001)
- Gombuktu (1998)
- Kisváros (1993–1995)
- Kapj el! (1995)
- Privát kopó (1992)
- Família Kft. (1991–1994) – Pici
- Nyuszi ül a fűben (tv-sorozat, 1989)
- Második nekifutás

### Színházi szerepei
- Gotthold Ephraim Lessing: Minna von Barnhelm....Juszt
- Nagy Ignác: Tisztújítás....Hajlósi, aljegyző
- Arthur Miller: A salemi boszorkányok....Mary Warren
- Molière: Tartuffe avagy a képmutató....Valér
- Raoul Praxy: Hölgyeim, elég volt!....Rodler
- Curth Flatow: Egy férfi, aki nem akar....Gyuri
- François Campaux: Csöngettek, madame....Jean-Pierre
- Francis Joffo: Micsoda család!....Franck
- Terence Frisby: Lány a levesemben....Jimmy
- Marc Camoletti: Négy meztelen férfi....Jean
- Ray Cooney: Család ellen nincs orvosság....Leslie
- John Fowles: A lepkegyűjtő
- Neil Simon: Furcsa pár (Női változat)....Manolo
- Bencsik Imre: Kölcsönlakás....Attila
- Neil Simon: Kapj el! (A mi dalunk szól)....Vernon Gersch
- Gerome Ragni–James Rado: Hair
- Alfonso Paso: Mennyből a...hulla....Lorenzo
- Illés Györgyi–Kárpáti Levente: East-West blues....Másik fiú
- Murray Schisgal: Második nekifutás
- Böhm György–Korcsmáros György–Fenyő Miklós: Hotel Menthol....Bringa
- Marc Camoletti: Hatan pizsamában....Robert
- Michael Stewart: Hello, Dolly!....Cornelius Hackl
- Zerkovitz Béla–Szilágyi László: Csókos asszony....Ibolya Ede
- William Shakespeare: Ahogy tetszik....Próbakő
- Isobel Lennart: Funny Girl....Eddie Ryan
- Szilágyi Andor: Lássuk a medvét!....Zubovics Jenő
- Abe Burrows: Kánkán....Francois Jussac
- Verebes István: Remix, avagy három a nagylány....Steve Hardnick
- Émile Zola: Nana....Alex Fontan
- Nóti Károly: Szeressük egymást!....Dr. Vass pszichoanalitikus
- László Miklós: Illatszertár....Asztalos úr
- Disney–Alan Menken: A Szépség és a Szőrnyeteg....Lángőr
- Balázs Ágnes: Andersen, avagy a mesék meséje....Andersen
- Garaczi László: Plazma....Fábián plazmapasas
- Szabó Magda: Abigél....Kőnig tanár úr
- William Somerset Maugham: Imádok férjhez menni....William Cardew
- Böhm György–Korcsmáros György: Szép nyári nap....Kovács
- Kerékgyártó István: Skorpió....Zoli

### Műsorvezető

#### RTL Klub
- Szeszélyes Antal Imrével
- Reggeli
- Szombat esti láz

#### TV2
- Kifutó
- Drágám add az életed!

#### LifeTV
- Ébredj velünk

### Egyéb szerepek
- Szombat esti láz
- Színésznők a kifutón
- Eperfesztivál – Tahitótfalu
- Csináljuk a fesztivált!
- Broadway Szilveszter
- #Bochkor
- Nicsak, ki vagyok? (2021)
- A Konyhafőnök VIP (2021)
- Tehetség első látásra (2022)
- Password – A jelszó (2025)

## Szinkronszerepei
- Hüvelyk Panna: Jacquimo
- Elemi ösztön: Harrigan – Benjamin Mouton
- Schindler listája: Marcel Goldberg – Mark Ivanir
- A gyűlölet: Vinz – Vincent Cassel
- Vírus: Jimbo Scott – Patrick Dempsey
- Kalifornia – A halál nem utazik egyedül: Brian Kessler – David Duchovny
- Segítség hal lettem
- Egy kórház magánélete: Dr. Victor Ehrlich – Ed Begley Jr.
- Szívtipró gimi: Mr. Thomas 'Tom' Summers – Simon Baker
- Xena: A harcos hercegnő: Borias – Marton Csokas
- Vadnyugati fejvadász: Socrates Poole – Christian Clemenson
- Osztály, vigyázz!: Anferny Jefferson – Brian Hooks
- Hol van Walley?: Narrátor – Jim Cummings
- Mumin: Fürkész – David Graham
- Tini nindzsa teknőcök: Raffaello – Rob Paulsen
- Grimm legszebb meséi: Csizmás kandúr – Csizmás kandúr
- Az utolsó menedék: Alfie – Paddy Considine
- Susi és Tekergő: Pedro - Dallas McKennon
- Pata Csata: Csíkos - Frankie Muniz